# Paepalanthus nigrescens
Paepalanthus nigrescens är en gräsväxtart som beskrevs av Silveira. Paepalanthus nigrescens ingår i släktet Paepalanthus och familjen Eriocaulaceae. Inga underarter finns listade i Catalogue of Life.